# Colsterworth
Colsterworth est un village du Lincolnshire, en Angleterre. Administrativement, il dépend du district de South Kesteven. La population comptait 1 296 habitants en 2021.

## Géographie
Il est situé à 11 km au sud de Grantham et à 19 km au nord-ouest de Stamford.

## Histoire
Le village est célèbre pour son hameau, Woolsthorpe-by-Colsterworth où est né Isaac Newton.